# Jánosújfalu
Koordináták: é. sz. 48,5613°, k. h. 18,3198°48.561300°N 18.319800°E
Jánosújfalu (1899-ig Janófalu, szlovákul Janova Ves) Nagykolos településrésze, korábban önálló falu Szlovákiában, a Trencséni kerületben, a Simonyi járásban.

## Fekvése
Simonytól 8 km-re délre fekszik.

## Története
1430-ban említik először. 1460-ban Kisújfalu, 1601-ben Jánosfalva néven említik. Lakói földművesek, fuvarozók, faárukészítők, seprűgyártók voltak.
Vályi András szerint "JANOFALVA. Janovavesz. Tót falu Nyitra Várm. földes Ura Bossányi Uraság, lakosai katolikusok, fekszik Zsámbokréthez 1 mértföldnyire, Tőkés Újfalunak filiája, földgyei középszerűek, javai hasonlók Tőkés Újfaluval."
Fényes Elek szerint "Janofalva, tót falu, Nyitra vmegyében, Bars vmegye szélén: 337 kath., 36 zsidó lak. F. u. a Bosányi örökösök. Ut. p. Privigye."
A birtokot 1870-ben vásárolta meg a Langhammer családtól Haupt-Stummer Lipót. A községben ő kezdte meg a kőfejtést, saját fűrésztelepe volt, amelyről kisvasút szállította a fát Nagytapolcsányba. A virágzó Stummer-gazdaság évtizedekig több száz embernek adott munkát, Auguszta bárónőnek köszönhetően pedig a faluban 1902-ben óvoda létesült. A trianoni békeszerződésig Nyitra vármegye Nyitrazsámbokréti járásához tartozott.

## Népessége
1910-ben 361, túlnyomórészt szlovák lakosa volt.
2001-ben Nagykolosnak 945 lakosából 939 szlovák volt.

## Nevezetességei
- Kastélyát 1906-ban Stummer báró építtette, 1967-óta szanatórium működik benne. A kastélyban 3–7 éves asztmás és légcsőhurutos gyermekeket gyógyítanak.